# Castrul roman de la Drumul Carului
Castrul roman se găsește pe teritoriul localității Drumul Carului, județul Brașov, Transilvania, în locul numit "La cetate", pe un vârf de deal aplatizat, la 1048 m altitudine.